# Villo Sigurdsson
Villo Sigurdsson (født 17. maj 1944 i Teheran, Iran) er en dansk venstrefløjspolitiker og tidligere byplanborgmester for VS i Københavns Kommune (Magistratens 4. afdeling). Han var borgmester 1978-1986. Sigurdsson, som er søn af en dansk far og iransk mor og taler farsi, voksede op i Teheran, hvor han i 1951-60 gik i international skole. Hans far arbejdede for Kampsax.

## Uddannelse
Villo Sigurdsson kom med familien til Danmark som 16-årig. Han blev student fra Ordrup Gymnasium i 1964, efterfulgt af landbrugspraktik i 1964-65. 1965-66 gik han på Lyngby Landbrugsskole i Hillerød og var 1966-71 studerende ved Den Kgl. Veterinær- og Landbohøjskole.

## Politisk aktiv
Han blev politisk vakt i 1968, blev aktivist i De danske Vietnamkomiteer og Nansensgade Beboerforening og året efter i Foreningen individ og Samfund. Han var medlem af VS fra 1970, hvor han fik plads i partiets hovedbestyrelse og forretningsudvalg og primært var aktiv i Internationalt Udvalg og Kommunalpolitisk Udvalg.

## Kommunalpolitisk karriere i København
Villo Sigurdsson  var medlem af Københavns Borgerrepræsentation 1977-1988, herunder borgmester for 4. magistrat, populært kaldet byplanborgmester, fra 1978-1986 .
Villo Sigurdsson blev en populær byplanborgmester på venstrefløjen, fordi han ændrede den politiske kurs væk fra hårdhændet sanering i retning af mere genbrug af den eksisterene boligmasse, en politik der imødekom BZ-bevægelsen. I hans tid blev en række kommunale bygninger omdannet til medborger- og idrætshuse, bl.a. de tidligere sporvognsremiser i Århusgade, på Trianglen og Nørrebrohallen. Sigurdsson støttede også bestræbelserne på at etablere en havnepark på det tidligere kuloplag på Islands Brygge.
Hans aktivistiske tilgang til borgmesterposten, hvor han i flere tilfælde administrerede i modstrid med Borgerrepræsentationens socialdemokratisk ledede flertal, fik ham dog i konflikt med samme. I første omgang flyttede man behandlingen af byggesager væk fra Sigurdssons magistrat -  en handlemåde der senere blev underkendt af Indenrigsministeriet. Sideløbende hermed forberedte man i Indenrigsministeriet en ændring i styrelsesloven, som skulle gøre det muligt for flertallet at fjerne en magistratsborgmester, hvis denne nægtede at følge beslutninger.Loven blev gennemført i 1981, inden Sigurdssons anden periode som borgmester, og kaldtes populært Lex Villo.
Rotationsprincippet i partiet hindrede Villo Sigurdsson i at blive opstillet til en 3. valgperiode, hvilket han selv var utilfreds med. Han udtrådte i 1988 af Borgerrepræsentationen, og forlod samtidig VS.

### Senere politisk karriere
1993 var Villo Sigurdsson medstifter af Solidarisk Alternativ. Villo Sigurdsson har været bestyrelsesmedlem for Socialdemokraterne i Lejre, og er i dag medlem af SF.

## Øvrige aktiviteter
1985-86 var Villo Sigurdsson formand for Samarbejdskomiteen for Fred og Demokrati i Iran og Iraq, der arbejdede for fred mellem de to krigsførende lande. Han har siden 1991 været formand for Dansk Kurdisk Venskabsforening.
I 1991-94 var han forretningsfører for TV STOP. 1996-97 deltog han i Projekt X, ungdomsprojektet på Nørrebro. I 1997-98 deltog han i Støtteforeningen for Organisationen for Etniske Minoriteter (SOEM).

## Bøger
Villo Sigurdsson har udgivet bøgerne: Kurderne. Rapport udgivet af Det danske center for Menneskerettigheder 1994 og 95; De uønskede. Bog om kurderne udgivet af forlaget Gyldendal, 1998.